# Kostiantyn Krawczenko
Kostiantyn Serhijowycz Krawczenko, ukr. Костянтин Сергійович Кравченко (ur. 24 września 1986 w Dniepropietrowsku) – piłkarz ukraiński grający na pozycji lewego pomocnika.

## Kariera klubowa
Krawczenko urodził się w mieście Dniepropietrowsk. Tam też stawiał pierwsze piłkarskie kroki w młodzieżowej drużynie Dnipra Dniepropietrowsk. W 2002 roku zaczął występować w rezerwach tego klubu, a w trakcie sezonu 2003/2004 został włączony do kadry pierwszego zespołu i wtedy też zadebiutował w ukraińskiej Wyszczej Lidze. W tym samym sezonie zdobył Puchar Ukrainy i zajął 3. miejsce w lidze. W pierwszym składzie Dnipra zaczął występować w sezonie 2005/2006, gdy strzelił 4 gole w Wyszczej Lidze. Latem dotarł do finału Pucharu Intertoto. W Dniprze grał do końca 2007 roku i rozegrał dla niego 83 mecze i strzelił 6 bramek.
10 stycznia 2008 Krawczenko podpisał kontrakt z Szachtarem Donieck. Kwota transferu wyniosła 5 milionów euro. Swojego pierwszego gola w barwach Szachtara zdobył 30 marca 2008 w wygranym 4:2 meczu z Arsenałem Kijów. Łącznie do końca sezonu strzelił dwie bramki i wywalczył mistrzostwo Ukrainy. W sierpniu 2010 został wypożyczony do Illicziwca Mariupol, a 21 lipca 2011 do Karpat Lwów. 18 października 2011 klub zrezygnował z usług piłkarza. Na początku lipca 2012 podpisał 3-letni kontrakt z Illicziwcem Mariupol. W lipcu 2014 przeszedł do FK Spartaks Jurmała. W lipcu 2015 został piłkarzem Desny Czernihów. 1 marca 2016 podpisał kontrakt z ukraińskim klubem Stal Dnieprodzierżyńsk, jednak w pierwszym meczu w składzie drużyny rezerw doznał kontuzji i potem anulował kontrakt z klubem.
| Sezon   | Klub                    | Kraj    | Rozgrywki    | Mecze | Bramki |
| ------- | ----------------------- | ------- | ------------ | ----- | ------ |
| 2003/04 | Dnipro Dniepropietrowsk | Ukraina | Wyszcza Liha | 3     | 0      |
| 2004/05 | Dnipro Dniepropietrowsk | Ukraina | Wyszcza Liha | 12    | 1      |
| 2005/06 | Dnipro Dniepropietrowsk | Ukraina | Wyszcza Liha | 31    | 4      |
| 2006/07 | Dnipro Dniepropietrowsk | Ukraina | Wyszcza Liha | 25    | 0      |
| 2007/08 | Dnipro Dniepropietrowsk | Ukraina | Wyszcza Liha | 12    | 1      |
| 2007/08 | Szachtar Donieck        | Ukraina | Wyszcza Liha | 9     | 2      |
| 2008/09 | Szachtar Donieck        | Ukraina | Wyszcza Liha |       |        |

## Kariera reprezentacyjna
W swojej karierze Krawczenko rozegrał 18 meczów w młodzieżowej reprezentacji Ukrainy i zdobył w nich 3 gole. Wcześniej w 2004 roku z kadrą U-19 zajął 3. miejsce na Mistrzostwach Europy U-19 w Szwajcarii.

## Sukcesy

### Sukcesy klubowe
- mistrz Ukrainy: 2008
- wicemistrz Ukrainy: 2009
- brązowy medalista Mistrzostw Ukrainy: 2004
- zdobywca Pucharu Ukrainy: 2008
- finalista Pucharu Ukrainy: 2004, 2009
- zdobywca Superpucharu Ukrainy: 2008
- zdobywca Pucharu UEFA: 2009

### Sukcesy reprezentacyjne
- brązowy medalista Mistrzostw Europy U-19: 2004

### Odznaczenia
- Medal "Za pracę i zwycięstwo": 2009[9].